# نخل شمعي (جنس)
النخل الشمعيّ أو نخل الشمع (الاسم العلمي: Ceroxylon)، جنس من النباتات المزهرة من الفصيلة النخلية، موطنها جبال الأنديز في فنزويلا، وكولومبيا، والإكوادور، وبيرو، وبوليفيا، والمعروفة باسم النخل الشمعيّ الأنديزيّ.
الأنواع كلها تقريباً جبلية وتشمل أطول نخلة (وبالتالي أطول أحاديات الفلقة)، النخل الشمعي الكوينيدي والتي يصل طولها إلى 61 مترا (200 قدم)، والأنواع التي تنمو لأعلى ارتفاع من الفصيلة النخلية، لأكثر من 3,000 متر (10,000 قدم) في الارتفاع.